# Слобозія-Брадулуй
Слобозія-Брадулуй (рум. Slobozia Bradului) — село у повіті Вранча в Румунії. Входить до складу комуни Слобозія-Брадулуй.
Село розташоване на відстані 139 км на північний схід від Бухареста, 25 км на південний захід від Фокшан, 76 км на захід від Галаца, 114 км на схід від Брашова.

## Населення
За даними перепису населення 2002 року у селі проживали 1326 осіб.
Національний склад населення села:
| Національність | Кількість осіб | Відсоток |
| -------------- | -------------- | -------- |
| цигани         | 696            | 52,5%    |
| румуни         | 630            | 47,5%    |

Рідною мовою назвали:
| Мова      | Кількість осіб | Відсоток |
| --------- | -------------- | -------- |
| циганська | 685            | 51,7%    |
| румунська | 641            | 48,3%    |